# Helle Thorning-Schmidt
Helle Thorning-Schmidt (Rødovre, 14 december 1966) is een Deense politica van de sociaaldemocratische partij Socialdemokraterne, waarvan zij tussen 2005 en 2015 de politiek leider was. Van 3 oktober 2011 tot 28 juni 2015 was ze de eerste vrouwelijke premier van Denemarken.

## Biografie

### Studie
Helle Thorning-Schmidt studeerde in 1994 af in politicologie aan de Universiteit van Kopenhagen. Aan het Europacollege te Brugge, waar ze tussen 1992 en 1993 eveneens studeerde, behaalde ze tevens een master in Europese studies. Tijdens haar periode in België sloot ze zich aan bij de Deense sociaaldemocratische partij (Socialdemokraterne). Voor deze partij zou ze van 1994 tot 1997 werkzaam zijn als administrateur van de partijdelegatie in het Europees Parlement.

### Werk
Bij de Europese parlementsverkiezingen van 1999 werd Thorning-Schmidt verkozen als Europarlementariër, een functie die zij vervolgens vijf jaar bekleedde. Aansluitend keerde ze terug naar Denemarken, waar ze bij de nationale parlementsverkiezingen van februari 2005 werd verkozen in het Folketing, het Deense parlement. Op 12 april 2005 werd ze door de leden van haar partij tot leider-voorzitter verkozen door met 53,2% Frank Jensen te verslaan. Zij volgde daardoor Mogens Lykketoft op, die na de verkiezingen twee maanden eerder was teruggetreden.
In haar functie als partijleider werd Thorning-Schmidt tevens oppositieleider en kandidaat voor het premierschap bij de verkiezingen van november 2007. De sociaaldemocraten leden echter twee zetels verlies en moesten het daarmee afleggen tegen het centrumrechtse blok van toenmalig premier Anders Fogh Rasmussen. Na nog eens vier jaar oppositie voeren trad Thorning-Schmidt bij de verkiezingen van september 2011 opnieuw aan als lijsttrekker. Wederom verloren de Socialdemokraterne een zetel, maar ondanks dat de partij de tweede van het land bleef, werd de door Thorning-Schmidt geleide coalitie de grootste. Hierdoor werd zij de eerste vrouwelijke premier van Denemarken.
Het eerste kabinet van Thorning-Schmidt werd geïnstalleerd op 3 oktober 2011. Het betrof een coalitie met de sociaal-liberalen en de Socialistische Volkspartij. Op 3 februari 2014 viel de coalitie uiteen, toen de Socialistische Volkspartij het kabinet verliet vanwege een conflict over de verkoop van het energiebedrijf DONG. Het kabinet maakte een doorstart met de twee overgebleven partijen.
Op 27 mei 2015 kondigde premier Thorning-Schmidt nieuwe parlementsverkiezingen aan. Deze vonden plaats op 18 juni 2015. In de peilingen waren Socialdemokraterne en het liberale Venstre voortdurend aan elkaar gewaagd. Thorning-Schmidt slaagde er uiteindelijk in haar partij de grootste van het land te maken, maar kon niet voorkomen dat het liberaal-rechtse blok een meerderheid bemachtigde in het parlement. Hierop kondigde Thorning-Schmidt haar ontslag als premier aan. Ook maakte ze bekend op te stappen als partijleider van Socialdemokraterne. Op 28 juni 2015 werd ze als premier van Denemarken opgevolgd door haar voorganger Lars Løkke Rasmussen, terwijl Mette Frederiksen haar taken overnam als partijleider.
Tussen 2016 en 2019 was Thorning-Schmidt directeur van de organisatie Save the Children.

### Persoonlijk
Helle Thorning-Schmidt is getrouwd met Stephen Kinnock, de zoon van Neil Kinnock, oud-leider van de Britse Labour Party. Haar echtgenoot werd in 2015  gekozen tot lid van het Lagerhuis. De twee leerden elkaar kennen tijdens hun Europese studies aan het Europacollege in Brugge tijdens het academiejaar 1992-1993.
- Gemeinsame Normdatei: 137558570
- International Standard Name Identifier: 0000 0001 1444 2860
- Library of Congress Control Number: no2008078894
- Parlement.com: visw18soghx0
- Virtual International Authority File: 53960202
- WorldCat: E39PBJghkkqRjJPy84vxkTcdcP